# Landschaftsschutzgebiet In der Bach/Am Vorberg
Das etwa 8,4 Hektar große Landschaftsschutzgebiet In der Bach/Am Vorberg liegt im Stadtteil Volmarstein von Wetter (Ruhr) in Nordrhein-Westfalen. Es umfasst einen Großteil der bewaldeten Bergkuppe des früher auch Schlossberg genannten Burgbergs, auf dem sich die Ruinen der Burg Volmarstein befinden. Eingerichtet wurde das Landschaftsschutzgebiet 1984 im Zuge der Landschaftsplanaufstellung des Ennepe-Ruhr-Kreises. Im Teilplan für den „Raum Witten–Wetter–Herdecke“ trägt es die laufende Nummer 2.2.24.
Das Landschaftsschutzgebiet ist fast vollständig von Siedlungsbereichen des Dorfes Volmarstein umgeben; der Dorfkern befindet sich im Süden des Gebiets. Im Osten, zur Ruhraue hin, wird das LSG von der Hagener Straße und der Eisenbahnstrecke der Ruhrtalbahn begrenzt. Lediglich im Südosten geht es in einen kleinen, nicht unter Schutz stehenden Waldbereich über. Innerhalb des Schutzgebiets gibt es einen Höhenunterschied von 105 m. Im LSG befinden sich die Burgruine mit umgebender Grünanlage, ein Ehrenmalplatz mit Denkmälern für die Toten der letzten Kriege (Deutscher Krieg bis Zweiter Weltkrieg) und zwei Wohngebäude am Kramerweg.
Dominiert wird der Waldbestand des Burgbergs von Rotbuchen; vor allem in Siedlungsnähe und in Steilhanglagen kommen auch andere Gehölze vor. Er ist durch einige Wanderwege erschlossen. Neben der Erholungsfunktion hat der Wald Immissionsschutz- und Bodenschutzfunktion (Erosionsgefahr). In den meisten Waldbereichen des LSGs ist ein Kahlschlagverbot festgesetzt. Darüber hinaus kommt dem Wald eine Schutzfunktion für das Kulturdenkmal der Burgruine zu. Die Unterschutzstellung des Gebiets erfolgte unter anderem zur Erhaltung des Waldes als Lebensraum von Greifvögeln und Spechten, wegen der Schönheit des Landschaftsbildes und seiner besonderen Bedeutung für die Erholung.
Die LSG-Bezeichnung In der Bach bezieht sich auf den Hangabschnitt oberhalb der Bachstraße im Nordwesten des Gebiets. Ebenso wie der frühere Flurname „In der Becke“ verweisen diese Namen auf den Heilkenbach, der dort, im Volmarsteiner Bachtal, heute verrohrt der Ruhr zufließt.
Die Bezeichnung Am Vorberg bezieht sich auf den südöstlichen Gebietsteil nahe der gleichnamigen Straße mit dem Burghotel Volmarstein, dessen Anwesen sich seit 1642 im Besitz der Familie Vorberg befindet.